# 박충환
박충환(1987년 1월 9일 ~)은 대한민국의 배우이다.

## 학력
- 한신대학교 특수체육학과 학사

## 출연 작품

### 영화
- 《정이》 (2023년) -연구원 4 역
- 《리멤버》 (2022년)
- 《이방인》 (2020년) -김우진 역
- 《반도》 (2020년) -홍콩 장정2 역
- 《귀향, 끝나지 않은 이야기》 (2017년) - 히로세 역
- 《재심》 (2017년) - 태구부하 역
- 《원더풀 월드》 (2016년) - 개색기 역
- 《바운티 헌터스: 현상금사냥꾼》 (2016년) - 엄삼부하 역
- 《귀향》 (2016년) - 히로세 역
- 《먹이》 (2014년)
- 《하이프네이션: 힙합사기꾼》 (2014년) - 건달 1 역
- 《불》 (2013년)
- 《감시자들》 (2013년) - 검거팀 역

### 드라마
- 《내과 박원장》 (tving, 2022년)
- 《암행어사:조선비밀수사단》 (KBS, 2021년)
- 《야식남녀》 (JTBC, 2020년)
- 《더뱅커》 (MBC, 2019년)
- 《해치》 SBS, 2019년)
- 《국민 여러분!》 (KBS, 2019년)
- 《YG전자 (YG 전략자료본부)》 (Nflix, 2018년)
- 《나쁜 녀석들 : 악의 도시》 (OCN, 2018년)
- 《언터처블》 (JTBC, 2017년)
- 《크리미널 마인드》 (tvN, 2017년)
- 《고호의 별이 빛나는 밤에》 (중국 소후 닷컴, 2016년)
- 《투모로우보이》 (웹드라마, 2016년) - 형사 역
- 《아이돌, 지구를 지켜라》 (웹드라마, 2015년) - 마니 역
- 《요술병》 (웹드라마, 2015년) - 승우 역